# Pandu, Fujian
Pandu (kinesiska: 潘渡) är en köping i sydöstra Kina. Den ligger i Lianjiang härad i provinshuvudstaden Fuzhou i provinsen Fujian, omkring 23 kilometer nordost om centrala Fuzhou. Antalet invånare är 16 755. Befolkningen består av 8 266 kvinnor och 8 489 män. Barn under 15 år utgör 16,0 %, vuxna 15-64 år 73 %, och äldre över 65 år 9,0 %.